# Grim Sleeper
Grim Sleeper (littéralement, « le dormeur lugubre ») est le surnom de Lonnie David Franklin Jr (30 août 1952 à Los Angeles, Californie - 28 mars 2020 dans le comté de Marin, Californie), tueur en série américain qui a sévi de 1985 à 1988, puis de 2002 à son arrestation à Los Angeles. Il est probablement responsable d'au moins onze meurtres et d'une tentative de meurtre. Il a été ainsi surnommé car il a apparemment pris un « congé » de meurtres pendant quatorze ans, de 1988 à 2002,,.

## Biographie
Lonnie David Franklin Jr. est né à Los Angeles le 30 août 1952. Il grandit dans le South Central, quartier pauvre du sud-ouest de la ville marqué par la violence et les gangs de rue. Ancien éboueur et mécanicien, marié et père de famille, il est arrêté le 7 juillet 2010,.
Un profil de tueur en série se dessine dans le quartier de South Central lorsque des jeunes femmes noires et vulnérables sont tuées par balle ou étranglées, jetées dans les rues ou les bennes à ordure.
Vingt cinq ans après les faits, la recherche ADN par parentèle permet aux enquêteurs d'identifier, grâce à leur fichier national, un ADN proche de celui retrouvé sur le corps des victimes, appartenant au fils de Franklin, Christopher, fiché à la suite de son arrestation pour possession illégale d'armes à feu. L'ADN de Lonnie David Franklin Jr. est obtenu par un policier qui a récupéré des croûtes de pizza et des serviettes de table portant son empreinte génétique alors qu'il célébrait une fête d'anniversaire.
Le 7 juillet 2010, le procureur du comté de Los Angeles Steve Cooley annonce l'arrestation de Lonnie David Franklin Jr., accusé de dix meurtres,. Peu après son arrestation, la police de Los Angeles trouve des milliers de photos dans un frigo débranché dans son garage, représentant 180 femmes différentes.
Le 10 août 2016, Grim Sleeper est condamné à la peine de mort pour chacune des dix victimes. 
Le 28 mars 2020, Grim Sleeper est retrouvé inconscient dans sa cellule de la prison d'État de San Quentin (comté de Marin, Californie) et y meurt. 

## Victimes

### Meurtres
- Sharon Dismuke, 21 ans - 15 janvier 1984.
- Debra Jackson, 19 ans - le 10 août 1985.
- Henrietta Wright, 34 ans - le 12 août 1986.
- Barbara Ware, 23 ans - le 10 janvier 1987.
- Bernita Sparks, 26 ans - le 15 avril 1987.
- Mary Lowe, 26 ans - le 31 octobre 1987.
- Lachrica Jefferson, 22 ans - le 30 janvier 1988.
- Inez Warren, 28 ans - 15 août 1988.
- Alicia Alexander, 18 ans - 11 septembre 1988.
- Georgia Mae Thomas, 43 ans - 28 décembre 2000.
- Princess Berthomieux, 15 ans - 19 mars 2002.
- Valerie McCorvery, 35 ans - le 11 juillet 2003.
- Rolenia Morris, 31 ans - disparue en 2005 : sa carte d'identité du lycée fut retrouvée dans un frigo débranché dans le garage du tueur après son arrestation[11].
- Ayella Marshall, 18 ans - disparue en 2006 : sa carte d'identité du lycée fut retrouvée dans un frigo débranché dans le garage du tueur après son arrestation[11].
- Janeica Peters, 25 ans - le 1er janvier 2007.

### Survivantes
- Laura Moore, 21 ans - le 29 mai 1985 : blessée de trois coups de feu à bout portant et sauvée par les services d'urgences[11].
- Enietra Washington, 30 ans - le 20 novembre 1988 : survit de ses blessures en rampant jusqu'à la maison de sa meilleure amie[11]. Après cette attaque, le tueur s'arrête pendant douze ans, jusqu'en 2000, probablement par crainte de se faire arrêter[12].
- Fredia Gibbs, 30 ans, championne de kickboxing - 1993

### Documentaire
En 2014, Nick Broomfield lui consacre le documentaire Tales of the Grim Sleeper (en).